# Svenska Skyttesportförbundet
Svenska Skyttesportförbundet (SvSF) är ett svenskt specialidrottsförbund för sportskytte. Det bildades 2009 efter en sammanslagning mellan tre organisationer. Kansliet ligger i Idrottens hus i Stockholm.

## Historik
Förbundet föregicks av Svenska Sportskytteförbundet (SSF). Detta bildades 1943 och valdes in i Riksidrottsförbundet 1956.
År 2009 slogs SSF samman med Frivilliga Skytterörelsen (FSR; grundad 1893, men med sitt ursprung i Skarpskytterörelsen som startade 1860) och Skytterörelsens Ungdomsorganisation (Skytte UO), efter beslutande årsmöten i de tre föreningarna året före. Tillsammans bildade de Svenska Skyttesportförbundet (SvSF). Detta är idag det idrottsförbund, knutet till Riksidrottsförbundet, som bedriver verksamhet inom gevär, AK 4, k-pist (M/45), pistol,  lerduva och viltmål.